# ポル

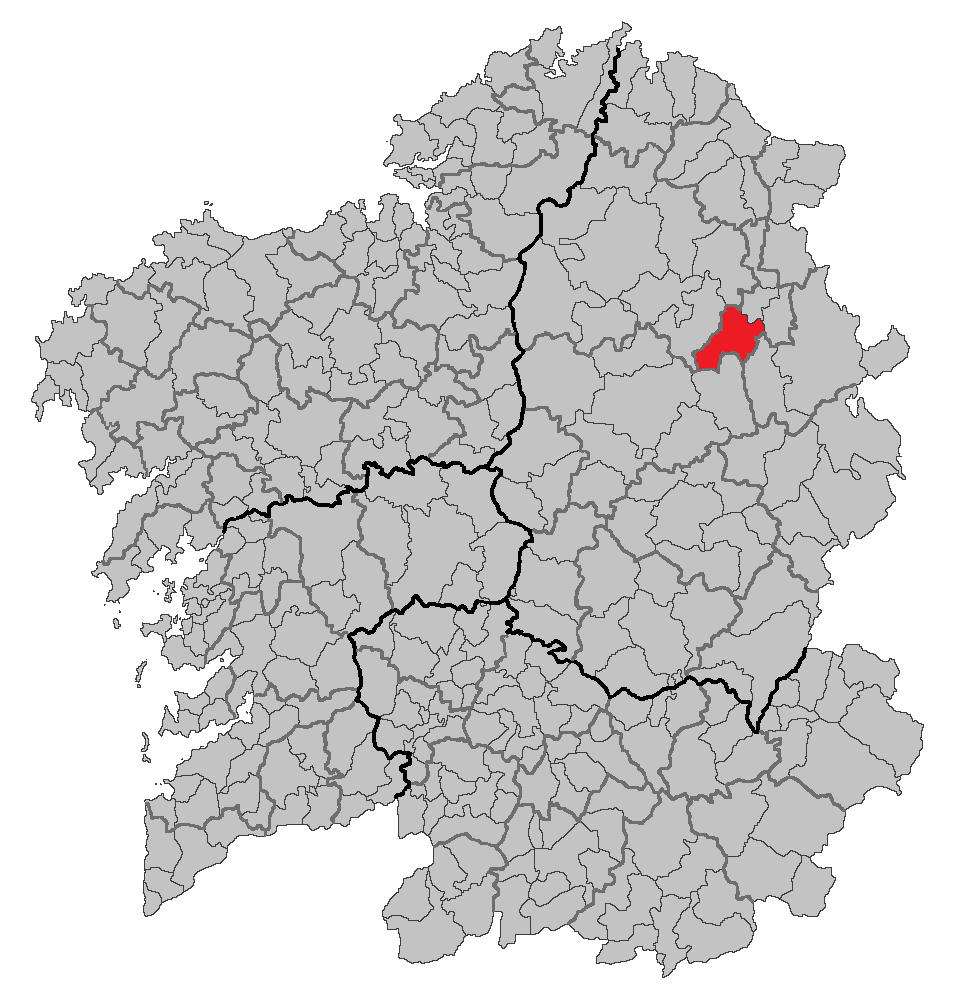

ポル（Pol）は、スペイン、ガリシア州、ルーゴ県の自治体、コマルカ・デ・メイラに属す。ガリシア統計局によれば、2012年の人口は1,747人（2010年：1,797人、2009年：1,865人、2007年:1,913人、2004年：1,999人）。
ガリシア語話者の自治体人口に占める割合は99.50%（2001年）。

## 地理
ポルはルーゴ県の東部に位置し、コマルカ・デ・メイラに属する。北はア・パストリーサとメイラと、東はリベイラ・デ・ピキンとバレイラと、南はカストロベルデとロウレンサーと、西はカストロ・デ・レイの各自治体と隣接する。自治体中心地区はモステイロ教区のモステイロ地区。
ポルはルーゴ司法管轄区に属する

### 人口
住民は19の教区の111の（集落）に居住する。
| ポルの人口推移 1900－2010                               |
|                                                         |
| 出典:INE（スペイン国立統計局）1900年 - 1991年、1996年 - |

## 政治
自治体首長はガリシア社会党（PSdeG-PSOE）のリノ・ロドリゲス・オネガ（Lino Rodríguez Ónega）、自治体評議員は、ガリシア社会党：6、ガリシア国民党：2、ガリシア民族主義ブロック（BNG）：1となっている（2011年5月22日自治体選挙結果、得票順）。
| 1999年6月13日自治体選挙。 |        |        |          |
| 政党                      | 得票数 | 得票率 | 獲得議席 |
| PPdeG                     | 1,055  | 64.25% | 8        |
| BNG                       | 503    | 30.63% | 3        |
| PSdeG-PSOE                | 72     | 4.38%  | 0        |

| 2003年5月25日自治体選挙 |        |        |          |
| 政党                    | 得票数 | 得票率 | 獲得議席 |
| PPdeG                   | 876    | 54.85% | 6        |
| BNG                     | 389    | 24.36% | 3        |
| PSdeG-PSOE              | 320    | 20.04% | 2        |

| 2007年5月27日自治体選挙 |        |        |          |
| 政党                    | 得票数 | 得票率 | 獲得議席 |
| PPdeG                   | 632    | 40.85% | 4        |
| PSdeG-PSOE              | 450    | 29.09% | 3        |
| BNG                     | 370    | 23.92% | 2        |
| TEGA                    | 75     | 4.85%  | 0        |

| 2011年5月22日の自治体選挙 |        |        |          |
| 政党                      | 得票数 | 得票率 | 獲得議席 |
| PSdeG-PSOE                | 894    | 62.43% | 6        |
| PPdeG                     | 368    | 25.70% | 2        |
| BNG                       | 157    | 10.96% | 1        |

## 教区
ポルは19の教区に分けられる。太字は自治体中心地区のある教区。
- アルコス・デ・フラーデス（サンティアーゴ）
- カラーニョ（サン・マルティーニョ）
- カラソ（サン・ペドロ）
- シリオ（サンタ・マリーア）
- フェレイロス（サント・アンドレ）
- フライアルデ（サンタ・マリーア）
- ゴンデル（サン・コスメ）
- エルムンデ（サン・ペドロ）
- レア（サン・バルトロメウ）
- ルアーセス（サンタ・マリーア）
- ミジェイロス（サンティアーゴ）
- モステイロ（サン・サルバドール）
- ポル（サント・エステーボ）
- サン・マルティン・デ・ルーア（サン・マルティン）
- サン・マルティーニョ・デ・フェレイロス（サン・マルティーニョ）
- シルバ（サンティアーゴ）
- スエゴス（サンタ・エウラリア）
- トルネイロス（サン・ロウレンソ）
- バロンガ（サンタ・マリーア）